# Socialistische Autonome Provincie Vojvodina
De Socialistische Autonome Provincie Vojvodina (Servo-Kroatisch: Социјалистичка Аутономна Покрајина Војводина, Socijalistička Autonomna Pokrajina Vojvodina) of SAP Vojvodina (Servisch: САП Војводина) was een van de twee autonome socialistische provincies van de Socialistische Republiek Servië van 1963 tot 1990. Van 1974 tot 1990 was de huidige Servische regio Vojvodina ook een federale entiteit van de Socialistische Federale Republiek Joegoslavië.

## Geschiedenis
In 1945 werd de Autonome Provincie Vojvodina gecreëerd, maar de provincie was eigenlijk helemaal niet zo autonoom binnen de Servische grenzen. In 1963 werd de naam dan Socialistische Autonome Provincie Vojvodina. Bij de nieuwe wet in 1974 kreeg de provincie nieuwe rechten en nog meer zelfbestuur en werd het een onderdeel van de Joegoslavische Federatie met evenveel stemrecht als Servië.
Onder de Servische president Slobodan Milošević verloren Vojvodina en Kosovo op 28 september 1990 hun autonomie. Vojvodina was nu niet langer lid van de Joegoslavische Federatie maar opnieuw een provincie in Servië met weinig autonomie. De naam werd ook opnieuw veranderd in Autonome Provincie Vojvodina.
De enige toegestane partij in de provincie was de Communistenbond van Vojvodina (1945-1990).

## Demografie
Volgens de census van 1981 waren er in de provincie:
- Serviërs = 1.107.375 (54.4%)
- Hongaren = 385.356 (18.9%)
- Kroaten = 119.157 (5.9%)
- Slowaken = 69.549 (3.4%)
- Roemenen = 47.289 (2.3%)
- Montenegrijnen = 43.304 (2.1%)
- Roethenen en Oekraïners = 24.306 (1.2%)
- Anderen = 238.436 (11.8%)

## Presidenten
- Radovan Vlajković (1974-1981)
- Predrag Vladisavljević (1981-1982)
- Danilo Kekić (1982-1983)
- Đorđe Radosavljević (1983-1984)
- Nandor Major (1984-1985)
- Predrag Vladisavljević (1985-1986)
- Đorđe Radosavljević (1986-1988)
- Nandor Major (1988-1989)
- Jugoslav Kostić (1989-1991)

Bosnië en Herzegovina · Kroatië · Macedonië · Montenegro · Servië (Kosovo · Vojvodina) · Slovenië